# Saint-Denis-d'Augerons
Saint-Denis-d'Augerons est une commune française située dans le département de l'Eure, en région Normandie.

## Géographie

### Communes limitrophes
| Montreuil-l'Argillé            | Montreuil-l'Argillé        |                                                         |
| Montreuil-l'Argillé Verneusses | Saint-Denis-d'Augerons     | Saint-Pierre-de-Cernières Mélicourt Notre-Dame-du-Hamel |
| Verneusses                     | Saint-Laurent-du-Tencement |                                                         |

### Hydrographie
La commune est située dans le bassin Seine-Normandie. Elle est drainée par la Guiel,.
La Guiel, d'une longueur de 24 km, prend sa source dans la commune de La Trinité-des-Laitiers et se jette  dans la Charentonne à La Trinité-de-Réville, après avoir traversé huit communes. Les caractéristiques hydrologiques de la Guiel sont données par la station hydrologique située sur la commune de Montreuil-l'Argillé. Le débit moyen mensuel est de 0,671 m3/s. Le débit moyen journalier maximum est de 8,6 m3/s, atteint lors de la crue du 22 juin 2021. Le débit instantané maximal est quant à lui de 29,3 m3/s, atteint le même jour.

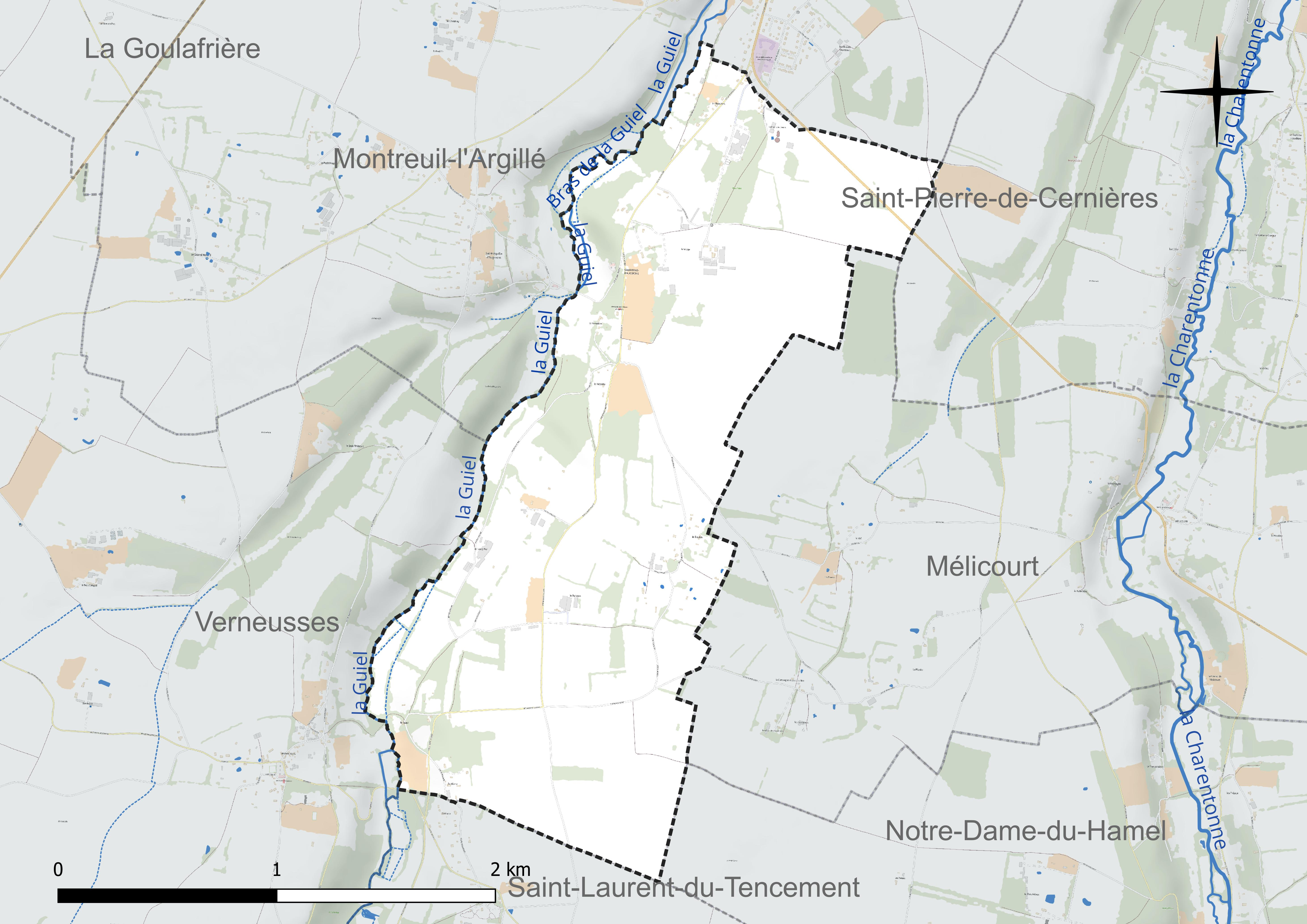
Réseau hydrographique de Saint-Denis-d'Augerons.

### Climat
Pour des articles plus généraux, voir Climat de la Normandie et Climat de l'Eure.
En 2010, le climat de la commune est de type climat océanique dégradé des plaines du Centre et du Nord, selon une étude du CNRS s'appuyant sur une série de données couvrant la période 1971-2000. En 2020, Météo-France publie une typologie des climats de la France métropolitaine dans laquelle la commune est exposée à un climat océanique et est dans la région climatique  Normandie (Cotentin, Orne), caractérisée par une pluviométrie relativement élevée (850 mm/a) et un été frais (15,5 °C) et venté. Parallèlement le GIEC normand, un groupe régional d’experts sur le climat, différencie quant à lui, dans une étude de 2020, trois grands types de climats pour la région Normandie, nuancés à une échelle plus fine par les facteurs géographiques locaux. La commune est, selon ce zonage, exposée à un « climat contrasté des collines », correspondant au Pays d’Auge, Lieuvin et Roumois, moins directement soumis aux flux océaniques et connaissant toutefois des précipitations assez marquées en raison des reliefs collinaires qui favorisent leur formation.
Pour la période 1971-2000, la température annuelle moyenne est de 10,1 °C, avec  une amplitude thermique annuelle de 13,8 °C. Le cumul annuel moyen de précipitations est de 820 mm, avec 12,7 jours de précipitations en janvier et 8,5 jours en juillet. Pour la période 1991-2020, la température moyenne annuelle observée sur la station météorologique la plus proche, située sur la commune de La Ferté-en-Ouche à 10 km à vol d'oiseau, est de 10,6 °C et le cumul annuel moyen de précipitations est de 797,5 mm,. Pour l'avenir, les paramètres climatiques de la commune estimés pour 2050 selon différents scénarios d’émission de gaz à effet de serre sont consultables sur un site dédié publié par Météo-France en novembre 2022.

## Urbanisme

### Typologie
Au 1er janvier 2024, Saint-Denis-d'Augerons est catégorisée commune rurale à habitat très dispersé, selon la nouvelle grille communale de densité à 7 niveaux définie par l'Insee en 2022.
Elle est située hors unité urbaine et hors attraction des villes,.

### Occupation des sols
L'occupation des sols de la commune, telle qu'elle ressort de la base de données européenne d’occupation biophysique des sols Corine Land Cover (CLC), est marquée par l'importance des territoires agricoles (90,3 % en 2018), une proportion identique à celle de 1990 (90,3 %). La répartition détaillée en 2018 est la suivante : 
prairies (50,1 %), terres arables (40,2 %), forêts (8,3 %), zones urbanisées (1,5 %). L'évolution de l’occupation des sols de la commune et de ses infrastructures peut être observée sur les différentes représentations cartographiques du territoire : la carte de Cassini (XVIIIe siècle), la carte d'état-major (1820-1866) et les cartes ou photos aériennes de l'IGN pour la période actuelle (1950 à aujourd'hui).

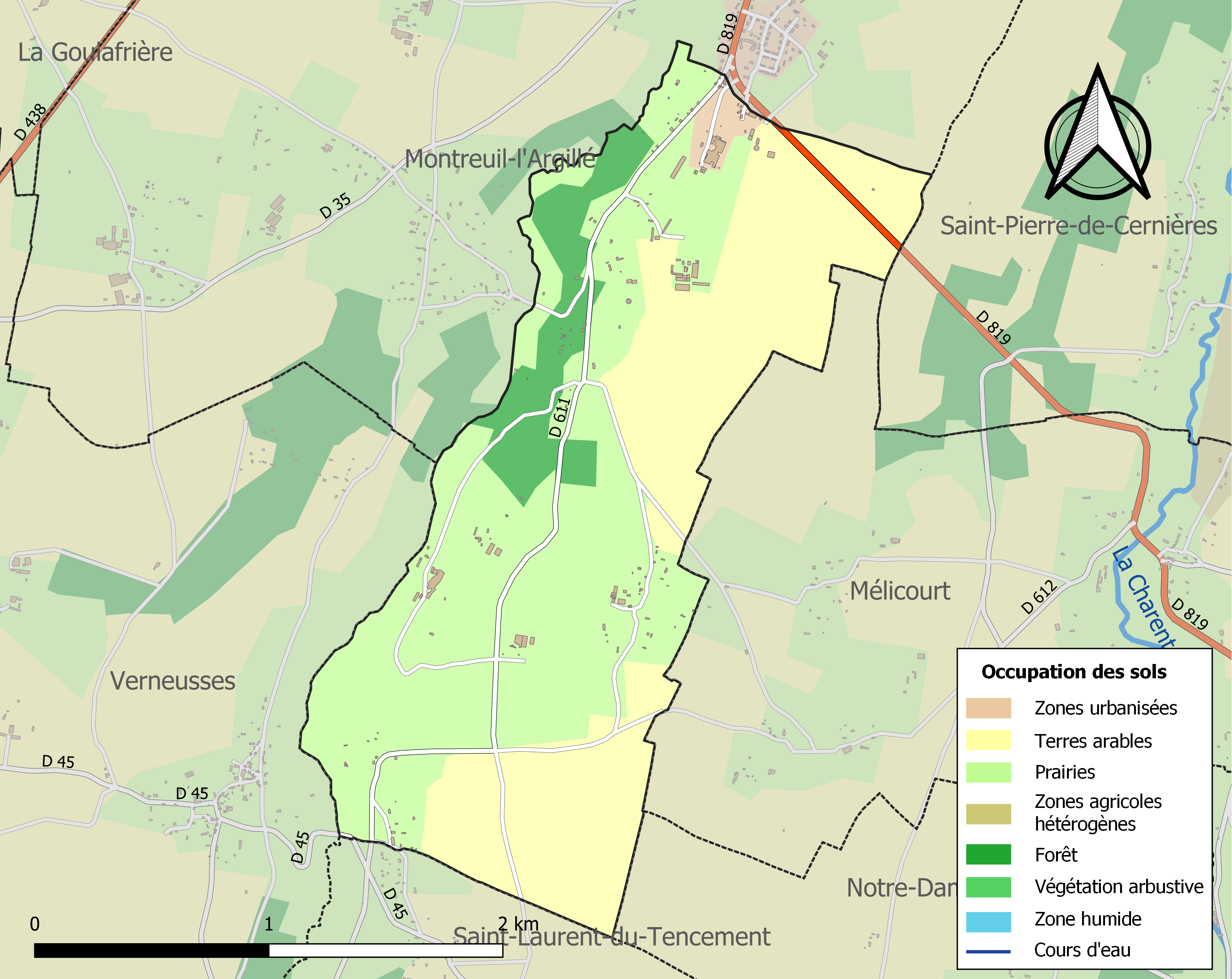
Carte des infrastructures et de l'occupation des sols de la commune en 2018 (CLC).

## Toponymie
Le nom de la localité est attesté sous les formes Sanctus Dyonisius de Augeron en 1236, Saint-Denis-des-Augerons en 1839.
Saint-Denis est un hagiotoponyme, la paroisse et l'église sont dédiées à Saint Denis.
Il semble possible de rattacher le déterminant Augeron au Pays d'Auge attesté au VIIe siècle sous la forme in saltus algiae, puis Alge en 1063 et 1064, Algia en 1082, Alge en 1155, Vallis Augiae en 1213 et 1215, peut représenter une extension de *alg-, de la base *al- attestée dans l'Eure par le toponyme Augeron. La tendance est de voir un ancien hydronyme.

## Politique et administration
| Période                                  | Période | Identité          | Étiquette | Qualité |
| ---------------------------------------- | ------- | ----------------- | --------- | ------- |
| mars 2001                                |         | Patrick Bourgault |           |         |
| Les données manquantes sont à compléter. |         |                   |           |         |

## Démographie
L'évolution du nombre d'habitants est connue à travers les recensements de la population effectués dans la commune depuis 1793. Pour les communes de moins de 10 000 habitants, une enquête de recensement portant sur toute la population est réalisée tous les cinq ans, les populations de référence des années intermédiaires étant quant à elles estimées par interpolation ou extrapolation. Pour la commune, le premier recensement exhaustif entrant dans le cadre du nouveau dispositif a été réalisé en 2007.

En 2022, la commune comptait 77 habitants, en évolution de −12,5 % par rapport à 2016 (Eure : −0,25 %, France hors Mayotte : +2,11 %).
| 1793 | 1800 | 1806 | 1821 | 1831 | 1836 | 1841 | 1846 | 1851 |
| ---- | ---- | ---- | ---- | ---- | ---- | ---- | ---- | ---- |
| 251  | 240  | 242  | 230  | 208  | 252  | 222  | 207  | 207  |

| 1856 | 1861 | 1866 | 1872 | 1876 | 1881 | 1886 | 1891 | 1896 |
| ---- | ---- | ---- | ---- | ---- | ---- | ---- | ---- | ---- |
| 189  | 171  | 175  | 145  | 141  | 139  | 115  | 104  | 109  |

| 1901 | 1906 | 1911 | 1921 | 1926 | 1931 | 1936 | 1946 | 1954 |
| ---- | ---- | ---- | ---- | ---- | ---- | ---- | ---- | ---- |
| 117  | 85   | 74   | 89   | 97   | 93   | 148  | 113  | 143  |

| 1962 | 1968 | 1975 | 1982 | 1990 | 1999 | 2006 | 2007 | 2012 |
| ---- | ---- | ---- | ---- | ---- | ---- | ---- | ---- | ---- |
| 135  | 144  | 117  | 109  | 92   | 97   | 87   | 85   | 89   |

| 2017 | 2022 | - | - | - | - | - | - | - |
| ---- | ---- | - | - | - | - | - | - | - |
| 85   | 77   | - | - | - | - | - | - | - |

## Culture locale et patrimoine

### Lieux et monuments
La commune de Saint-Denis d'Augerons compte un édifice inscrit au titre des monuments historiques :
- l'église Saint-Denis (XIIIe et XXe),  Inscrit MH (2009)[25].
Compte tenu de réalisations intervenues, l'édifice bénéficie du label « Patrimoine du XXe siècle »[26].